# Јумџагин Цеденбал
Јумџагин Цеденбал (монг. Юмжаагийн Цэдэнбал; Увс, 17. септембар 1916 — Москва, 20. април 1991) био је монголски револуционар и дугогодишњи де факто вођа Народне Републике Монголије. Био је секретар владајуће Монголске народне револуционарне партије (1940-1954, 1958-1984), премијер (1952—1974) и председник државе (1974—1984).

## Биографија
Рођен је 1916. године у провинцији Увс, у номадској породици монголског племена Дервед. Био је пето од једанаесторо деце у породици. Био је један од првих уписаних ученика 1925. у новооснованој школи у Улангому, коју је завршио 1929. године. После тога се девет година школовао у Иркутску и Улан Удеу, где је стекао диплому на Сибирском факултету финансија и Економском институту.
По повратку у Улан Батор 1939, Цеденбал је првобитно радио као заменик министра, а затим као министар финансија. На Десетом конгресу МНРП 1940, у доби од 23 године, био је изабран за генералног секретара Партије. Након смрти дугогодишњег монголског вође Хорлогина Чојбалсана, Цеденбал га је наследио на месту премијера државе и наредних година с власти уклонио све потенцијалне ривале у борби за власт. Функцију премијера је напустио 1974, када је постао председник Монголије.
Цеденбалова политика темељила се на што ближој сарадњи са Совјетским Савезом. Он је по доласку на власт убрзо стекао поверење Совјета, који су му помогли да се реши свих супарника, посебно оних који су заговарали приближавање Кини након совјетско-кинеског расцепа после 1960. године. Наводно је током своје владавине између пет и осам пута поднео захтев да Монголија постане конститутивна република Совјетског Савеза, али су Совјети одбили његове захтеве. Упркос томе, Цеденбал је остао запамћен као вођа који је водио умерену политику током Хладног рата.
Био је принуђен на пензију 1984. године под притиском Совјета. Сматрали су да је исувише остарео и немоћан да се сналази у новим међународним условима. Наиме, његово смењивање поклопило се са совјетско-кинеском политиком приближавања, коју је покренуо Леонид Брежњев 1982. године. На функцији секретара партије наследио га је Јамбин Батмунах.
Цеденбал је након пензионисања живео у Москви, све до своје смрти 1991. године. Његово тело је затим сахрањено у Монголији.